# Rifugio Porta Franca
Il rifugio di Porta Franca è posto alla sommità della Valle del torrente Orsigna a 1580 m s.l.m. Il rifugio è raggiungibile dal paese di Orsigna (stazione FS a Pracchia), seguendo per Case Corrieri, dove, inizia la strada bianca chiusa al traffico che dopo circa 7 km, raggiunge Piangrande e si prosegue per 30 minuti tramite il sentiero di accesso al rifugio. Dal rifugio di Porta Franca è possibile raggiungere seguendo il sentiero numero 5 CAI bianco-rosso dapprima il Monte Gennaio (1814 m s.l.m.), poi raggiunto il crinale appenninico, il Sentiero Italia e da lì, il Corno alle Scale (1945 m s.l.m.) e il Lago Scaffaiolo (1750 m s.l.m.). Se invece, lasciato il rifugio, si prende il sentiero di destra, possiamo raggiungere Rombicciaio, La Piantata e Pian dello Stellaio, vicino a Monte Cavallo, da qui si può proseguire verso il santuario di Madonna del Faggio.

Il rifugio è circondato da numerose piante di lampone e segna il confine tra la faggeta ed il pascolo.
Dispone di 24 posti letto, stanze di soggiorno, cucina, servizi e Bivacco sempre aperto.